# Cecilia Alberta Kloosterhuis
Cecilia Alberta Kloosterhuis (Willemsoord, 4 december 1909 - Steenwijk, 25 december 1979) was een Nederlandse ingenieur en schrijfster van het standaardwerk over de koloniën van de Maatschappij van Weldadigheid.
Kloosterhuis werd geboren in Willemsoord, een voormalige kolonie van de maatschappij van Weldadigheid. Zij was een dochter van de onderwijzer en latere accountant Henricus Jacobus Leo Kloosterhuis en van de onderwijzeres aan de lagere school van Willemsoord Lina Mulders. Van 1931 tot 1953 was zij directrice van landbouwhuishoudscholen in Goor en Markelo. Zij studeerde vervolgens aan de toenmalige Landbouwhogeschool Wageningen en behaalde in 1959 het ingenieursdiploma in de huishoudwetenschappen.  Kloosterhuis heeft het standaardwerk geschreven over de vrije koloniën van de Maatschappij van Weldadigheid: De bevolking van de vrije koloniën der Maatschappij van Weldadigheid. Om dit werk te kunnen voltooien beëindigde ze haar beroepsmatige werkzaamheden in Wageningen en in Groningen in 1971. Vlak voor haar overlijden in 1979 was het werk in concept gereed, maar nog niet in druk verschenen. Het werd in 1981 postuum uitgegeven.
Daarnaast heeft Kloosterhuis het archief van de Maatschappij van Weldadigheid opnieuw geordend en toegankelijk gemaakt. Door haar werkzaamheden is het mogelijk om de lotgevallen van individuele kolonisten te volgen. De door haar opgestelde registers zijn te raadplegen in het Museum De Koloniehof te Frederiksoord en in het Drents Archief te Assen.
Kloosterhuis overleed in december 1979 op 70-jarige leeftijd te Steenwijk. Zij werd begraven in Westerbork, de geboorteplaats van haar moeder Lina Mulders. In Willemsoord werd de ir. C.A. Kloosterhuisstraat naar haar genoemd.